# Ланкастер (Пенсільванія)
Ланка́стер (англ. Lancaster) — місто (англ. city) в США, в окрузі Ланкастер штату Пенсільванія. Населення — 58 039 осіб (2020). Розташоване в долині річки Сасквеханна. У місті розвинені такі галузі промисловості: м'ясна та текстильна.

## Географія
Ланкастер розташований за координатами 40°2′31″ пн. ш. 76°18′4″ зх. д. / 40.04194° пн. ш. 76.30111° зх. д. (40.042061, -76.300990).  За даними Бюро перепису населення США в 2010 році місто мало площу 19,05 км², з яких 18,71 км² — суходіл та 0,33 км² — водойми.

### Клімат
| Клімат : Ланкастер      | Клімат : Ланкастер | Клімат : Ланкастер | Клімат : Ланкастер | Клімат : Ланкастер | Клімат : Ланкастер | Клімат : Ланкастер | Клімат : Ланкастер | Клімат : Ланкастер | Клімат : Ланкастер | Клімат : Ланкастер | Клімат : Ланкастер | Клімат : Ланкастер | Клімат : Ланкастер |
| Показник                | Січ.               | Лют.               | Бер.               | Квіт.              | Трав.              | Черв.              | Лип.               | Серп.              | Вер.               | Жовт.              | Лист.              | Груд.              | Рік                |
| Абсолютний максимум, °C | 21,1               | 24,4               | 31,1               | 33,9               | 37,2               | 36,1               | 39,4               | 38,3               | 37,2               | 32,8               | 30,0               | 24,4               | 39,4               |
| Середній максимум, °C   | 3,4                | 5,2                | 10,6               | 17,2               | 22,6               | 27,2               | 29,6               | 28,6               | 24,4               | 18,3               | 12,1               | 5,6                | 17,1               |
| Середній мінімум, °C    | −5,6               | −4,6               | −0,5               | 4,7                | 10,0               | 15,4               | 17,9               | 17,0               | 12,7               | 6,2                | 1,4                | −3,2               | 6,0                |
| Абсолютний мінімум, °C  | −26,7              | −22,8              | −18,9              | −8,9               | −2,2               | 2,2                | 7,8                | 2,8                | 1,1                | −5                 | −11,1              | −19,4              | −26,7              |
| Норма опадів, мм        | 73                 | 63                 | 83                 | 86                 | 99                 | 100                | 114                | 81                 | 116                | 98                 | 91                 | 83                 | 1087               |
| Днів з опадами          | 9,8                | 8,5                | 9,9                | 11,3               | 12,7               | 10,7               | 10,3               | 9,2                | 9,1                | 9,3                | 10,4               | 10,2               | 121,4              |
| Днів зі снігом          | 3,0                | 2,1                | 0,8                | 0,1                | 0                  | 0                  | 0                  | 0                  | 0                  | 0                  | 0,2                | 1,3                | 7,5                |
| ----------------------- | ------------------ | ------------------ | ------------------ | ------------------ | ------------------ | ------------------ | ------------------ | ------------------ | ------------------ | ------------------ | ------------------ | ------------------ | ------------------ |
| Джерело: NOAA           |                    |                    |                    |                    |                    |                    |                    |                    |                    |                    |                    |                    |                    |

## Демографія
Згідно з переписом 2010 року, у місті мешкали 59 322 особи в 21 793 домогосподарствах у складі 12 561 родини. Густота населення становила 3115 осіб/км².  Було 23377 помешкань (1227/км²).
Расовий склад населення:
| - 55,2 % — білих - 16,3 % — чорних або афроамериканців - 3,0 % — азіатів - 0,7 % — корінних американців - 0,1 % — вихідців з тихоокеанських островів - 18,9 % — осіб інших рас |

До двох чи більше рас належало 5,8 %. Частка іспаномовних становила 39,3 % від усіх жителів.
За віковим діапазоном населення розподілялося таким чином: 25,6 % — особи молодші 18 років, 65,8 % — особи у віці 18—64 років, 8,6 % — особи у віці 65 років та старші. Медіана віку мешканця становила 30,5 року. На 100 осіб жіночої статі у місті припадало 98,7 чоловіків;  на 100 жінок у віці від 18 років та старших — 96,4 чоловіків також старших 18 років.
Середній дохід на одне домашнє господарство  становив 45 524 долари США (медіана — 35 313), а середній дохід на одну сім'ю — 50 464 долари (медіана — 39 441). Медіана доходів становила 34 989 доларів для чоловіків та 30 294 долари для жінок. За межею бідності перебувало 29,0 % осіб, у тому числі 42,2 % дітей у віці до 18 років та 14,3 % осіб у віці 65 років та старших.
Цивільне працевлаштоване населення становило 25 129 осіб. Основні галузі зайнятості: освіта, охорона здоров'я та соціальна допомога — 23,4 %, виробництво — 16,9 %, мистецтво, розваги та відпочинок — 12,7 %, роздрібна торгівля — 12,3 %.

## Відомі люди
- Вільям Мюррей Блек (1855—1933) — генерал-майор, начальник інженерних військ армії США.